# Charlotte Guldberg
Charlotte Guldberg (født 4. september 1975 i Aarhus) er en dansk skuespiller og sanger
Hun blev uddannet på skuespillerskolen ved Aarhus Teater 1999 – 2003, hvorefter hun spillede Maria i ”The Sound of Music” på Det Ny Teater, for denne rolle modtog hun Reumerts Talentpris 2004.